# Treuhandanstalt

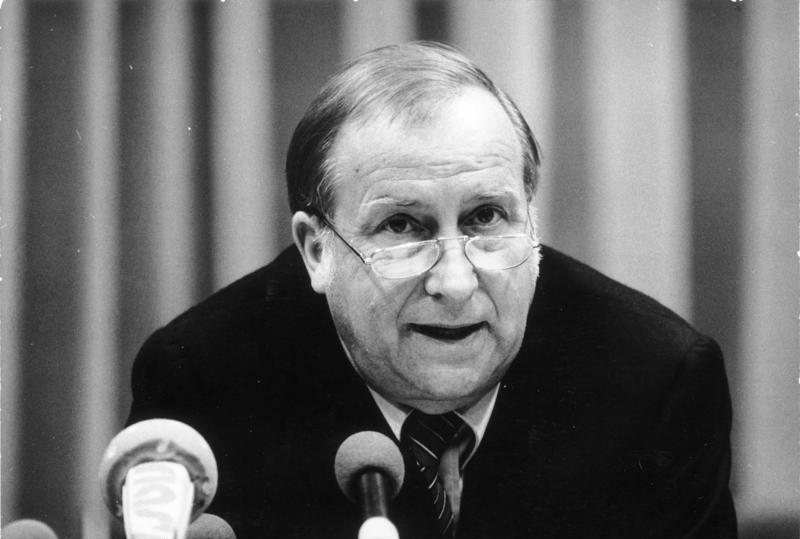
Detlev Karsten Rohwedder, voorzitter van de Treuhandanstalt (werd vermoord, ogenschijnlijk door de Rote Armee Fraktion)

De Treuhandanstalt was het agentschap dat na de hereniging van Duitsland Oost-Duitse ondernemingen privatiseerde. Het agentschap ontfermde zich over de herstructurering en verkoop van om en nabij de 8.500 zogenaamde Volkseigene Betriebe (VEB's), firma's die in de Duitse Democratische Republiek openbaar eigendom waren. 
De Treuhand was bij haar oprichting een van 's werelds grootste industriële ondernemingen. Zij bezat van alles, van staalnijverheid tot en met bijvoorbeeld de Filmstudio Babelsberg. Ook verkreeg de Treuhand rond de 2,4 miljoen hectare landbouwgrond en bossen, grote delen van het eigendom van de voormalige Nationale Volksarmee en grootschalige woningcorporaties.
De ondernemingen die eigendom waren van Treuhand stelden in 1990 nog 4 miljoen mensen te werk. Na het einde van de grootschalige privatiseringsoperatie in 1994 resteerden er nog 1,5 miljoen banen en had de Treuhand een verlies geboekt van naar schatting 270 miljard Duitse mark.
Vooral in de beginjaren zorgde het ontbreken van organisatiestructuren en effectieve controlemechanismen voor veel problemen. Daartoe behoorden fraude, vervalste balansen, omkoping en prijsafspraken.